# Digi-Key
Digi-Key és una empresa americana privada que distribueix components electrònics. Amb seu a Thief River Falls a l'estat nord-americà de Minnesota, l'empresa és el quart distribuïdor de components electrònics més gran d'Amèrica del Nord i el cinquè distribuïdor de components electrònics més gran del món. Fundat l'any 1972 per Ronald Stordahl, el seu nom és una referència al "Digi-Keyer Kit", un kit de teclat electrònic digital que va desenvolupar i comercialitzar als entusiastes de la ràdio amateur. Continua sent propietari de l'empresa de manera privada.
Després d'obtenir una llicenciatura en enginyeria elèctrica a la Universitat de Minnesota, Ronald Stordahl va tornar a la seva ciutat natal de Thief River Falls, Minnesota, on es va dedicar a la ràdio aficionat a principis dels anys setanta. Stordahl va crear un kit de peces electròniques per millorar la transmissió del codi Morse per la seva ràdio. Aviat va començar a vendre kits a altres operadors i, finalment, es va ramificar a la distribució d'altres components electrònics, permetent als clients comprar peces en qualsevol quantitat, per petita que fos. L'empresa va créixer ràpidament i el 1984 es trobava en una instal·lació d'un milió de peus quadrats al costat d'Arctic Cat, un fabricant de motos de neu.
El 1996, Digi-Key va llançar el seu lloc web, canviant gradualment el focus cap al comerç electrònic. El primer domini internacional es va llançar el 1996 al Canadà, que després s'ampliaria a més de 40 dominis locals.